# Gilby Clarke
Gilby Clarke, all'anagrafe Gilbert Clarke (Cleveland, 17 agosto 1962), è un chitarrista e cantante statunitense.Noto per essere stato il chitarrista dei Guns N Roses dal 1991 al 1994

## Biografia
Ha trascorso la sua infanzia suonando strumenti musicali e trascurando la scuola. All'inizio degli anni '80, Gilby faceva parte di un gruppo chiamato Candy. I Candy produssero un album prima che Gilby li lasciasse per entrare a far parte di un gruppo di sleaze metal dal taglio più cantautorale che lo rese più noto, i Kill for Thrills. Inizialmente partiti come un trio composto da Todd Muscat al basso (fratello di Brent Muscat dei Faster Pussycat) ed il batterista David Scott, arruolarono poi il chitarrista Jason Nesmith (figlio del membro dei The Monkees Mike Nesmith) dopo averlo sentito suonare "The Rain Song" durante le audizioni.
Dopo aver debuttato nel 1989 con il mini-album Commercial Suicide per la World of Hurt Records, la band firmò un contratto per la MCA Records con cui un anno dopo pubblicarono il loro primo full-length Dynamite from Nightmareland prodotto da Ric Browde (Poison, Ted Nugent, Joan Jett, Faster Pussycat). Partecipò come voce aggiuntiva all'album anche l'ex-voclist dei Candy Kyle Vincent. I Kill for Thrills annunciarono presto lo scioglimento nel 1991, quando Clarke fondò un nuovo progetto di breve vita chiamato Blackouts.
Dopo questa esperienza è entrato nei Guns n' Roses nel 1991 sostituendo l'uscente chitarrista Izzy Stradlin, salvo essere sostituito dallo stesso Stradlin per alcune date dello Use Your Illusion Tour nel 1993 a causa di un infortunio. Tuttavia non ebbe vita facile nel gruppo di Axl Rose in quanto non fu mai accettato completamente dai fan avendo preso il posto di un importante compositore e mente del gruppo.

## Discografia

### Guns N Roses
- 1993 - The Spaghetti Incident?

### Da solista
Album in studio
- 1995 - Pawnshop Guitars
- 1997 - The Hangover
- 1998 - Rubber
- 2002 - Swag
- 2007 - Gilby Clarke
- 2021 - The Gospel Truth

Album dal vivo
- 2000 - 99 Live

EP
- 1995 - Blooze

### Collaborazioni
- 1985 - Candy - Whatever Happened To Fun
- 1993 - Michael Jackson - Give In to Me
- 1993 - Duff McKagan - Believe in Me
- 1995 - Slash's Snakepit - It's Five O'Clock Somewhere
- 1996 - Beat Angels - Unhappy Hour With...
- 1997 - Dad's Porno Mag - Dad's Porno Mag
- 1999 - Kyle Vincent - A Night Like This
- 2000 - Stevie Rachelle - Since Sixty-Six
- 2000 - Shameless - Queen 4 a Day
- 2001 - Tuff - The History of Tuff
- 2002 - Col. Parker - Rock N Roll Music
- 2003 - Jo Dog and Paul Black's Sonic Boom - Sundown Yellow Moon
- 2006 - Rock Star Supernova - Rock Star Supernova
- 2008 - Crash Kelly - One More Heart Attack
- 2008 - Silent Rage - Four Letter Word

#### Partecipazioni a tribute album
- 1996 - Spacewalk: A Tribute to Ace Frehley
- 1997 - Return of the Comet: A Tribute to Ace Frehley
- 1999 - Van Halen Tribute: Hot for Remixes
- 2000 - Stiff Competition!: A Cheap Trick Tribute!
- 2001 - Welcome to the Aerosmithsonian: A Tribute to Aerosmith
- 2002 - Welcome to the Jungle: A Tribute to Guns N'Roses
- 2004 - Spin the Bottle: An All-Star Tribute to Kiss

### Con i Kill For Thrills
Album in studio
- 1990 - Dynamite from Nightmareland

EP
- 1989 - Commercial Suicide

### Con i Guns N' Roses
Album in studio
- 1993 - The Spaghetti Incident?

Album dal vivo
- 1999 - Live Era 87-93

Raccolte
- 2004 -  Greatest Hits